# Nørre Broby
Nørre Broby – miasto w Danii, w regionie Dania Południowa, w gminie Faaborg-Midtfyn, na wyspie Fionia.